# Air West Coast
Air West Coast — новозеландская авиакомпания, базирующаяся в городе Греймут.
Ранее выполняла регулярные авиарейсы между Веллингтоном и двумя городами в регионе Уэст-Кост: Уэстпортом и Греймутом; в 2009 году непродолжительное время существовал также рейс между Уэстпортом и Крайстчерчем. В настоящее время продолжает выполнять чартерные рейсы и обзорные полёты (англ. scenic flights) над Южным островом. По данным авиационного регистра, компания эксплуатирует четыре самолёта: один Dornier Do 228, два Piper PA-31 Navajo и один Cessna 210.
По другим сведениям, Air West Coast прекратила обслуживать регулярные авиарейсы, продала самолёт Dornier, но продолжает заниматься обзорными полётами над красивыми местами Новой Зеландии: гора Кук, Милфорд Саунд и другие, а также заказные чартерные рейсы над всей Новой Зеландией.

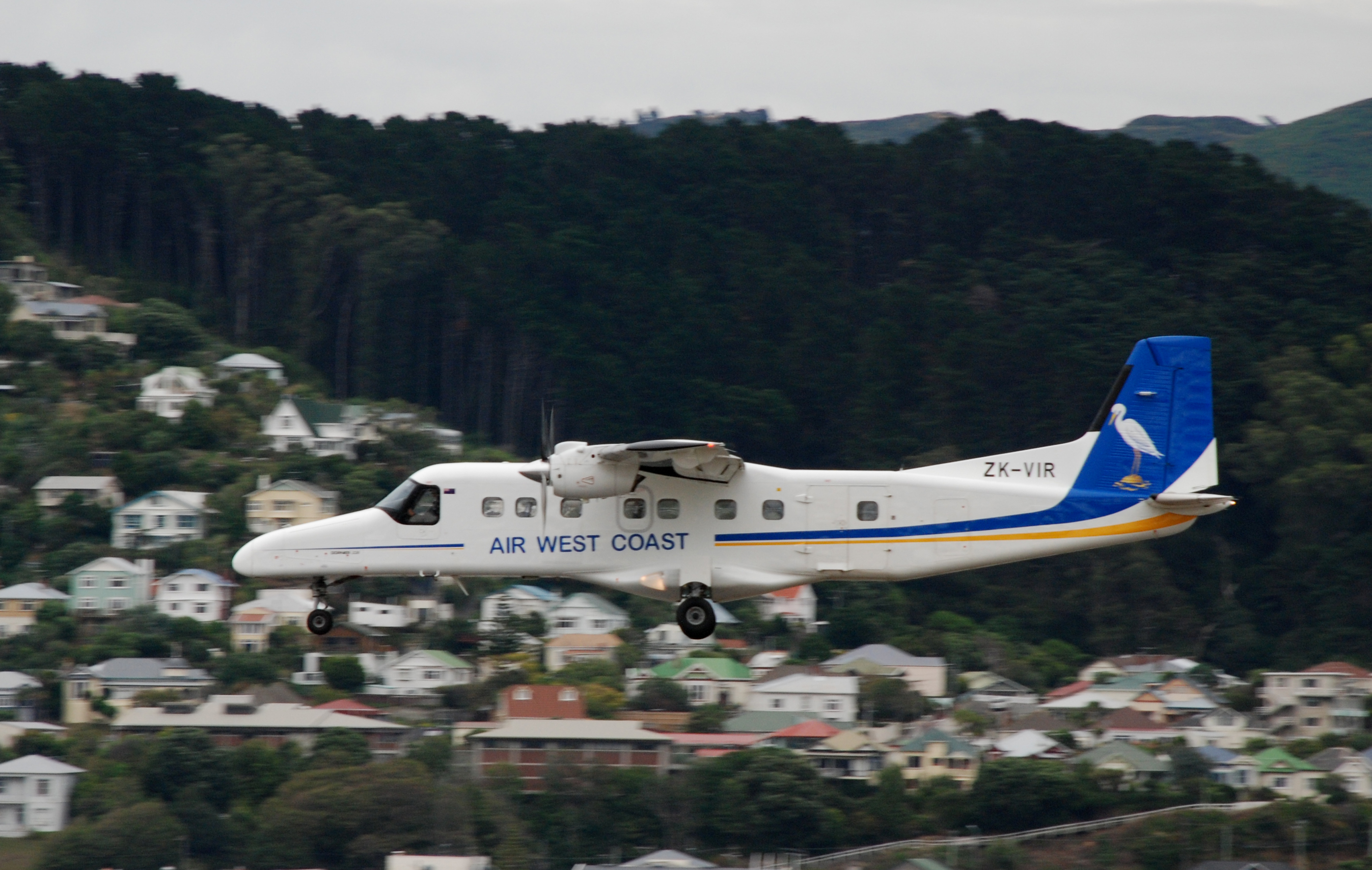
Самолёт Dornier 228 компании Air West Coast на подлёте к Веллингтону (март 2007 года)

## История
Авиакомпания Air West Coast была создана христианской коммуной Глориавейл в 2002 году. Коммуна происходит из Каста (Cust) в Кентербери; в 1991 году она переехала на озеро Хаупири (Lake Haupiri) в Уэст-Косте, где построила взлётно-посадочную полосу.
8 ноября 2002 года Air West Coast начала выполнять авиарейсы в Веллингтон и Крайстчерч. По понедельникам и пятницам отправлялся самолёт по маршруту Греймут—Уэстпорт—Веллингтон, а вторникам и четвергам — рейс Греймут—Уэстпорт—Крайстчерч. На обоих маршрутах самолёты вылетали из Греймута ранним утром и возвращались во второй половине дня или вечером. Поначалу деятельность авиакомпании развивалась, и в 2004 году рейс Греймут—Уэстпорт—Веллингтон выполнялся уже пять раз в неделю. Но потом регулярные авиарейсы были прекращены, остались только чартерные и обзорные, в том числе чартерный рейс, на котором пассажиры поезда TranzAlpine возвращаются из Греймута в Крайстчерч, пролетев над горой Кук и горными ледниками.

## Владелец
Компания по-прежнему принадлежит коммуне Глориавейл.